# Симинько, Мелания Никифоровна
Мелания Никифоровна Симинько (13 января 1921 год, деревня Рашевка, Полтавская губерния, УССР — 27 февраля 2002 года, деревня Рашевка, Гадячский район, Полтавская область, Украина) — колхозница, Герой Социалистического Труда (1966).

## Биография
Родилась 13 января 1921 года в крестьянской семье в деревне Рашевка, Полтавская губерния (сегодня — Гадячский район, Полтавская область). В 1934 году вступила в колхоз «Вторая пятилетка», потом работала в колхозе «Новая жизнь» Гадячского района. После освобождения Полтавской области от немецких захватчиков была назначена в 1943 году звеньевой полеводческого звена.
В 1962 году полеводческое звено Мелании Симинько добилось урожайности кукурузы более 10 центнеров с каждого гектара. С этого года звено стало школой передового опыта по выращиванию кукурузы. За доблестный труд по выращиванию кукурузы Мелания Симинько была удостоена в 1966 году звания Героя Социалистического Труда.
Неоднократно избиралась депутатом Гадячского районного и Полтавского областного советов народных депутатов. В 1969 году принимала участие в 3-м всесоюзном съезде колхозников. В 1988 году принимала участие в 4-м всесоюзном съезде колхозников. Участвовала во всесоюзной выставке ВДНХ.
В 1976 году вышла пенсию. Продолжала работать звеньевой в родном колхозе до 1991 года. Скончалась 27 февраля 2002 года в родном селе и была похоронена на местном сельском кладбище.

## Награды
- Герой Социалистического Труда — указом Президиума Верховного Совета СССР от 23 июня 1966 года;
- Орден Ленина (1966);
- Орден Октябрьской Революции (1971).